# Chantenay-Saint-Imbert
Chantenay-Saint-Imbert è un comune francese di 1 278 abitanti situato nel dipartimento della Nièvre nella regione della Borgogna-Franca Contea.

## Società

### Evoluzione demografica
Abitanti censiti